# Danh sách sự kiện lịch sử Nhật Bản
Danh sách các sự kiện trong lịch sử Nhật Bản ghi lại các sự kiện chính trong lịch sử Nhật Bản theo thứ tự thời gian.

## Cổ đại

### Thời kỳ đồ đá cũ vàThời kỳ Jomon
- Khoảng năm 20.000 TCN: Loài người hiện đại bắt đầu định cư tại Nhật Bản.
- Khoảng năm 3.500 TCN: Một khu định cư lớn, ổn định được hình thành tại di chỉ Sannai-Maruyama.
- Khoảng năm 1.500 TCN: Dao đồng được sử dụng tại di chỉ Misaki-yama ở tỉnh Yamagata.
- Khoảng năm 1.000 TCN: Những bức tượng đất sét Dogū có mắt che chắn được chế tạo nhiều tại các di chỉ như Kamegaoka.
- Khoảng năm 660 TCN: Theo truyền thuyết, Thiên hoàng đầu tiên là Thần Vũ Thiên hoàng lên ngôi.

### Thời kỳ Yayoi
- Khoảng năm 1.000 TCN: Trồng lúa nước bắt đầu tại các di chỉ như Nabatake và Itazuke.
- Khoảng năm 700 TCN: Tại di chỉ Imagawa ở tỉnh Fukuoka, các mũi tên và cái đục bằng đồng, có thể được tái chế từ kiếm đồng kiểu Liêu Ninh, được chế tạo.
- Khoảng năm 300 TCN: Một khu định cư lớn có hào bao quanh được hình thành tại di chỉ Yoshinogari.
- Năm 57: Vua nước Oa (Nhật Bản) gửi sứ thần đến nhà Hậu Hán và nhận ấn tín từ Hoàng đế Quang Vũ.
- Năm 107: Vua nước Oa, Suishō, gửi sứ thần đến nhà Hậu Hán.
- Khoảng năm 180?: Cuộc "đại loạn Oa quốc" xảy ra.
- Năm 239: Nữ vương Himiko nước Yamatai gửi sứ thần đến nhà Ngụy và nhận kim ấn và áo tím từ Vua Tào Ngụy.

- Cùng thời gian đó, xảy ra xung đột giữa nước Yamatai và nước Kunu.

- Năm 266: Iyo (Toyo), người kế nhiệm nước Yamatai, gửi sứ thần đến nhà Tây Tấn.

### Thời kỳ Kofun và Thời kỳ Asuka
- Giữa thế kỷ 4: Vương triều Yamato đựoc hình thành (giả thuyết).
- Năm 369: Vua Geunchogo nước Bách Tế dâng thanh gươm bảy nhánh cho Vua nước Oa (có thể là Thiên hoàng Jingū).
- 391-404: Vương triều Yamato tiến công bán đảo Triều Tiên (Cuộc chiến Oa-Cao Câu Ly lần thứ nhất).
- 413 đến cuối thế kỷ 5: Nhiều lần phái sứ thần đến Nam triều Trung Quốc (Vua Oa Ngũ vương).
- Năm 443: Động đất Ingyō.
- Năm 456: Vụ ám sát thiên hoàng đầu tiên được ghi nhận trong sử liệu (Biến loạn Mayowa-ō).
- Năm 463: Gia tộc Kibi nổi loạn.
- Năm 464: Cuộc chiến Oa-Cao Câu Ly lần thứ hai.
- Năm 479: Cuộc chiến kế vị sau khi Thiên hoàng Yūryaku qua đời (Loạn Hoàng tử Hoshikawa).
- Đầu thế kỷ 6: Vương triều Yamato suy yếu do đứt đoạn dòng Nintoku và các cuộc nội chiến.

- Năm 512: Bốn quận Già Da (Gaya) được nhượng cho Bách Tế.
- Năm 527: Loạn Iwai.
- Năm 531: Biến loạn Shinigai.
- Năm 534: Loạn Musashi Kokuzō.

- Năm 538 (hoặc 552): Thánh vương Bách Tế dâng tặng tượng Phật và kinh điển (Phật giáo và Nho giáo được truyền vào Nhật Bản).
- Năm 540: Ōtomo no Kanamura bị thất thế vì vấn đề Già Da (Gaya).
- Năm 552: Soga no Iname và Mononobe no Okoshi tranh cãi về việc tôn thờ Phật giáo.
- Năm 562: Già Da (Gaya) bị Tân La tiêu diệt.
- Năm 587: Soga no Umako đánh bại Mononobe no Moriya trong loạn Teibi.
- Năm 592: Thiên hoàng Sushun bị ám sát.
- Năm 593-622: Thiên hoàng Suiko, nữ thiên hoàng đầu tiên, lên ngôi; Thái tử Shōtoku bắt đầu nhiếp chính.

- Năm 593: Khởi công xây dựng chùa Shitenno-ji.
- Năm 603: Thiết lập hệ thống Mười hai bậc quan vị.
- Năm 604: Ban hành Hiến pháp 17 điều.
- Năm 607: Ono no Imoko được cử đi sứ đến nhà Tùy.
- Năm 607: Thành lập chùa Hōryū-ji.

- Năm 600: Phái đoàn ngoại giao đầu tiên đến nhà Tùy (theo Tùy thư).
- Năm 630: Inugami no Mitasuki được phái đến nhà Đường, khởi đầu sứ đoàn Nhật-Đường.
- Năm 645: Hoàng tử Naka Naka no Ōe và Nakatomi no Kamatari tiêu diệt gia tộc Soga (biến cố Ất Tị), khởi đầu cuộc cải cách Đại Hóa.

- Năm 646: Ban hành chiếu chỉ cải cách.

- Năm 660: Bách Tế bị liên quân Đường và Tân La tiêu diệt; nhiều người Bách Tế di cư đến Nhật Bản.
- Năm 663: Trận Bạch Giang.
- Năm 668: Cao Câu Ly bị liên quân Đường và Tân La tiêu diệt; người Cao Câu Ly di cư đến Nhật Bản (Thần xã Koma).
- Năm 672: Cuộc nổi loạn Nhâm Thân. Dời đô đến Asuka.
- Khoảng năm 683: Đúc tiền Phú Bản.
- Năm 684: Ban hành hệ thống "Tám họ", xảy ra động đất Hakuhō.
- Năm 694: Dời đô đến Fujiwara.
- Năm 701: Ban hành Đại Bảo luật lệnh, đổi quốc hiệu từ "Oa" thành "Nhật Bản".
- Năm 708: Đúc tiền bạc và tiền đồng (Wadōkaichin).

### Thời kỳ Nara
- Năm 710: Dời đô đến Heijō-kyō (Nara).
- Năm 712: Sáng tác Cổ sự ký.
- Năm 718: Ban hành bộ luật Yōrō (chính thức thực hiện từ năm 757).
- Năm 720: Thành lập tác phẩm Nhật Bản Thư Kỷ.
- Từ thời kỳ này, các nhà sư như Gyōki thực hiện nhiều hoạt động xã hội trên khắp cả nước.
- Năm 723: Ban hành Luật Tam thế nhất thân.
- Năm 727: Phái đoàn đầu tiên của vương quốc Bột Hải đến Nhật Bản.
- Năm 729: Chính biến Nagaya-no-ōkimi.
- Năm 729: Hoàng hậu Kōmyō được sắc phong làm Hoàng hậu của Thiên hoàng Shōmu.
- Năm 740: Biến loạn Fujiwara no Hirotsugu.
- Năm 741 (một số tài liệu ghi là 738): Thiên hoàng Shōmu ra sắc lệnh thành lập Quốc phân tự và Quốc phân ni tự (chùa quốc gia) tại các tỉnh.
- Năm 743: Ban hành luật Khẩn điền vĩnh niên tư tài.
- Năm 744: Ootomo no Surugamaro được lệnh chinh phạt người Emishi (Cuộc chinh phục Ezo).
- Năm 752: Lễ khánh thành tượng Phật Đại Nhật ở chùa Tōdai-ji.
- Năm 754: Nhà sư người Đường là Giám Chân đến Nhật Bản và truyền bá Luật Tông.
- Năm 757: Biến loạn Tachibana no Naramaro.
- Khoảng năm 759: Vạn Diệp Tập được hoàn thành.
- Năm 764: Biến loạn Fujiwara no Nakamaro.
- Năm 765: Dōkyō trở thành Thái chính đại thần thiền sư.
- Năm 769: Sự kiện sấm truyền đền Usa Hachiman.
- Năm 782: Biến loạn Hikami no Kawatsugu.
- Năm 784: Dời đô đến Nagaoka-kyō.
- Năm 788: Tối Trừng thành lập chùa Enryaku-ji.

### Thời kỳ Heian
- Năm 794: Dời đô đến Heian-kyō (Kyoto).
- Năm 801: Sakanoue no Tamuramaro bình định người Emishi.
- Năm 805: Đức chính tương luận được tổ chức.
- Năm 810: Thành lập Kurōdo-dokoro (Tàng nhân sở).
- Năm 810: Biến loạn Kusuko.
- Năm 816: Kūkai xây dựng chùa Kongōbu-ji. Khoảng thời gian này, các đội tuần tra Kebiishi được thành lập.
- Năm 833: Hoàn thành cuốn Ryougige (Giải nghĩa Luật lệnh).
- Năm 842: Chính biến Jōwa (Khởi đầu sự loại bỏ các dòng họ khác của gia tộc Fujiwara).
- Năm 858: Fujiwara no Yoshifusa trở thành quan nhiếp chính đầu tiên không thuộc hoàng tộc.
- Năm 866: Chính biến Ōtenmon.
- Năm 869: Động đất Jōgan.
- Năm 878: Biến loạn Gangyō.
- Năm 887: Fujiwara no Mototsune trở thành Kanpaku (quan nhiếp chính cho hoàng đế trưởng thành), đánh dấu sự bắt đầu chính quyền Nhiếp Chính và Quan Bạch. Động đất Ninna.
- Khởi đầu Nhiếp quan chính trị.
- Năm 888: Sự kiện Ako (mâu thuẫn giữa hoàng đế và quan nhiếp chính).
- Khoảng năm 893: Thiết lập đội cận vệ quân sự Takiguchi no Musha (lực lượng võ sĩ đầu tiên xuất hiện).
- Năm 894: Hủy bỏ các phái đoàn ngoại giao đến nhà Đường.
- Năm 901: Biến loạn Shōtai (Sugawara no Michizane bị đày đi làm Quyền súy Đại Tể phủ).
- Năm 905: Hoàn thành tập Kokin Wakashū (Cổ Kim Hòa Ca Tập).
- Năm 927: Hoàn thành cuốn Engishiki (thi hành từ năm 967).
- Năm 935 - 941: Biến loạn Tengyō.

- Năm 937: Lệnh bắt giữ Taira no Masakado được ban hành.
- Năm 939: Taira no Masakado nổi loạn.
- Năm 939: Fujiwara no Sumitomo nổi loạn.
- Năm 940: Taira no Sadamori và quan chỉ huy Fujiwara no Hidesato tiêu diệt Taira no Masakado.
- Năm 941: Minamoto no Tsunemoto và quan chỉ huy Ono no Yoshifuru tiêu diệt Fujiwara no Sumitomo.

- Năm 939 - 941: Biến loạn tù nhân Dewa Tengyō (ở tỉnh Dewa).
- Năm 969: Chính biến Anna.
- Năm 988: Dân làng và các Gunji Owari tố cáo sự cai trị bất công của Kokushi Fujiwara no Motonaga (Quốc ty hà chính thượng tố).
- Khoảng năm 1000 - 1014: Hoàn thành tác phẩm Makura no Sōshi (Truyện Gối đầu) của Sei Shōnagon và Genji Monogatari (Chuyện Genji) của Murasaki Shikibu.
- Năm 1017: Fujiwara no Michinaga trở thành Thái Chính Đại Thần.
- Năm 1019: Cuộc xâm lược Toi.
- Năm 1028: Biến loạn Taira no Tadatsune. Dòng họ Minamoto ở Kawachi tiến vào vùng Đông quốc.
- Năm 1051: Khởi đầu Chiến tranh Zenkunen.
- Năm 1069: Sắc lệnh thanh lọc điền trang (Trang viên Chỉnh lý Lệnh). Lần đầu tiên thiết lập cơ quan ghi chép quyền sở hữu điền trang (Ký lục Trang viên Khoán khế Sở).
- Năm 1073: Thiết lập Viện Tàng Nhân Sở (cơ quan hỗ trợ cho hệ thống chính trị các viện hoàng gia).
- Năm 1083: Khởi đầu Chiến tranh Gosannen.
- Năm 1086: Thượng hoàng Shirakawa bắt đầu chế độ Viện Chính.
- Năm 1096: Động đất Eichō.
- Năm 1098: Minamoto no Yoshiie được phép vào triều (võ sĩ đầu tiên trở thành Tenjō-nin).
- Năm 1108: Taira no Masamori tiêu diệt Minamoto no Yoshichika (Biến loạn Minamoto no Yoshichika).
- Năm 1132: Taira no Tadamori được phép vào triều.
- Năm 1156: Biến loạn Hōgen.
- Năm 1159: Biến loạn Heiji.
- Năm 1167: Taira no Kiyomori trở thành Thái Chính Đại Thần.
- Năm 1169: Hoàn thành Ryōjin Hishō (Tập thơ ca của Thượng hoàng Go-Shirakawa).
- Năm 1173: Bắt đầu giao thương với nhà Tống.
- Năm 1175: Hōnen bắt đầu truyền bá pháp môn niệm Phật (khởi đầu Phật giáo Kamakura).
- Năm 1177: Âm mưu tại Shishigatani.
- Năm 1180 - 1185: Chiến tranh Genpei.

- Tháng 4 năm 1180: Hoàng tử Mochihito phát lệnh trừng phạt dòng họ Taira, cùng với Minamoto no Yorimasa và các đồng minh khởi binh (Cuộc khởi nghĩa hoàng tử Mochihito).
- Tháng 6 năm 1180: Thượng hoàng đi đến Fukuhara-kyō.
- Tháng 8 năm 1180: Minamoto no Yoritomo khởi binh tại tỉnh Izu (Trận Ishibashiyama).
- Tháng 10 năm 1180: Trận Fujigawa.
- Tháng 1 năm 1181: Cuộc vây hãm Nara.
- Tháng 5 năm 1183: Trận Kurikara.
- Tháng 11 năm 1183: Trận Mizushima.
- Tháng 1 năm 1184: Trận Uji (1184).
- Tháng 2 năm 1184: Minamoto no Yoshitsune và đồng minh giành chiến thắng lớn trước quân Heike tại tỉnh Settsu (Trận Ichi-no-Tani).
- Tháng 2 năm 1185: Trận Yashima.
- Tháng 3 năm 1185: Trận Dan-no-Ura (Dòng họ Heike diệt vong).

- Tháng 7 - tháng 9 năm 1189: Trận Ōshū.

- Tháng 8 năm 1189: Trận Atsukashiyama.

## Trung đại

### Thời kỳ Kamakura
- Năm 1184: Minamoto no Yoritomo thành lập Công Văn Sở (Kōbunsho) và Vấn Chú Sở (Monchūsho) tại Kamakura.
- Năm 1185: Yoritomo nhận chỉ dụ từ Thiên hoàng Go-Toba, cho phép bổ nhiệm các chức vụ Shugo (Thủ hộ) và Jitō (Địa đầu) tại các tỉnh.
- Năm 1192: Yoritomo được phong chức Chinh di Đại tướng quân.
- Năm 1200: Biến loạn Kajiwara Kagetoki.
- Năm 1203: Biến loạn Hiki Yoshikazu. Hōjō Tokimasa lần đầu giữ chức Chấp quyền.
- Năm 1205: Sự kiện Makishi.
- Năm 1212: Kamo no Chōmei hoàn thành tác phẩm "Hōjōki".
- Năm 1213: Trận chiến Wada.
- Năm 1219: Minamoto no Sanetomo bị Kugyō ám sát, dòng dõi tướng quân Minamoto tuyệt tự.
- Năm 1220: Jien hoàn thành tác phẩm "Gukanshō".
- Năm 1221: Chiến tranh Jōkyū.
- Năm 1224: Sự kiện Igashi.
- Năm 1226: Kujō Yoritsune được bổ nhiệm làm Chinh di Đại tướng quân, bắt đầu thời kỳ Shōgun thuộc gia tộc Sesshō.
- Năm 1232: Hōjō Yasutoki ban hành "Goseibai Shikimoku".
- Năm 1247: Trận chiến Hōji.
- Năm 1252: Thân vương Munetaka được bổ nhiệm làm Chinh di Đại tướng quân, khởi đầu thời kỳ Kyūshōgun.
- Năm 1260: Theo truyền thuyết, vua Eiso vương quốc Ryūkyū đăng cơ.
- Năm 1268: Hōjō Tokimune giữ chức Shikken.
- Năm 1272: Biến cố tháng Hai.
- Năm 1274: Nguyên Mông xâm lược lần thứ nhất.
- Năm 1281: Nguyên Mông xâm lược lần thứ hai.
- Năm 1285: Biến cố Shimozuki.
- Năm 1286: Cuộc tranh quyền giữa hai dòng hoàng tộc bắt đầu (năm sau, Thiên hoàng Go-Uda thuộc dòng Daikakuji nhường ngôi và Thiên hoàng Fushimi thuộc dòng Jimyōin lên ngôi).
- Năm 1290: Sự kiện Asahara.
- Năm 1293: Biến loạn Tairazen và trận động đất lớn tại Kamakura.
- Năm 1297: Chỉ dụ Tokuseirei được ban hành.
- Năm 1305: Biến loạn Kagen.
- Năm 1317: Hòa đàm Bunpō.
- Năm 1324: Biến loạn Seichū.
- Năm 1325: Biến loạn Andōshi.
- Năm 1331: Urabe Kenkō hoàn thành tác phẩm "Tsurezuregusa".
- Năm 1331-1333: Chiến tranh Genkō.

- Năm 1331: Thiên hoàng Go-Daigo dấy binh tại núi Kasagiyama, tỉnh Yamashiro.
- Năm 1333:

- Ngày 11 tháng 5: Trận Kotesashi.
- Ngày 12 tháng 5: Trận Kumegawa.
- Ngày 15 tháng 5: Trận Bubaigawara.
- Ngày 16 tháng 5: Trận Sekido.
- Ngày 22 tháng 5: Trận chiến Tōshōji. Hōjō Takatoki và nhiều người tự sát, đánh dấu sự sụp đổ Mạc phủ Kamakura.

- Năm 1331 : Thiên hoàng Kōgon lên ngôi, mở đầu triều đại Bắc triều.

### Thời kỳ Muromachi

#### Kiến Vũ Tân chính
- Năm 1333: Thân vương Moriyoshi được phong Chinh di Đại tướng quân.
- Năm 1333: Thành lập các cơ quan quản lý như Ký Lục Sở (Kirokushō), Tạp Tố Quyết Đoạn Sở (Zassoketsudansho), và Võ Giả Sở (Musashisho).
- Năm 1334: Chính quyền Kenmu do Thiên hoàng Go-Daigo trực tiếp nắm quyền (thân chính).
- Năm 1334: "Nijō Kawara no Rakugaki"  được công bố.
- Năm 1335: Biến loạn Nakasendai.
- Năm 1336: Biến loạn Kenmu.

- Năm 1336: Trận Tatarahama.
- Năm 1336: Trận Minatogawa, nơi Kusunoki Masashige hy sinh.

#### Thời kỳ Nam Bắc triều

##### Nam triều
- Năm 1336: Thiên hoàng Go-Daigo lui về Yoshino, khởi đầu Nam triều.
- Năm 1339: Kitabatake Chikafusa hoàn thành tác phẩm "Jinnō Shōtōki".
- Năm 1348: Trận Shijōnawate.

##### Bắc triều
- Năm 1336 : Ashikaga Takauji ra chỉ thị soạn "Kenmu Shikimoku", định hình cơ cấu chính quyền.
- Năm 1338: Ashikaga Takauji được bổ nhiệm làm Chinh di Đại tướng quân, thành lập Mạc phủ Muromachi tại Kyoto.
- Năm 1349: Thành lập chính quyền Kamakura-fu.
- Năm 1350 - 1352: Biến loạn Kannō.
- Năm 1352: Trận chiến Musashino.
- Năm 1361: Động đất Shōhei.
- Năm 1368: Loạn Musashihira Ichikyo và ban hành lệnh Jisha Honjo.
- Năm 1378: Ashikaga Yoshimitsu bắt đầu xây dựng tư dinh mới (Hoa ngự sở) gần Muromachi-dori, Kyoto.
- Năm 1379: Chính biên Kōryaku.
- Năm 1389 - 1390: Biến loạn Toki Yasuyuki.
- Năm 1391: Biến loạn Meitoku.
- Năm 1392: Thống nhất Nam Bắc triều (Hòa ước Meitoku).

### Thời kỳ Muromachi
- Năm 1394: Ashikaga Yoshimitsu được phong Thái Chính Đại thần.
- Năm 1399: Biến loạn Ōei.
- Năm 1400: Trận chiến Daitō.
- Năm 1401: Bắt đầu giao thương Nhật - Minh, kéo dài đến năm 1549 .
- Năm 1416: Biến loạn Uesugi Zenshū.
- Năm 1419: Cuộc xâm lược Ōei.
- Năm 1428: Khởi nghĩa Shōchō.
- Năm 1429:

- Khởi nghĩa Ichikyo tại Harima.
- Biến loạn Yamato Eikyō.
- Vua Shō Hashi thống nhất Ryūkyū, thành lập Vương quốc Ryūkyū.

- Năm 1438 - 1439: Biến loạn Eikyō.
- Năm 1440: Chiến tranh Yūki.
- Năm 1441:

- Biến loạn Kakitsu.
- Khởi nghĩa Tokusei Kakitsu.

- Năm 1443:

- Biến cố Kinketsu.
- Hiệp ước Kakitsu.

- Năm 1454 - 1483: Biến loạn Kyōtoku (cũng được xem là khởi đầu thời Chiến Quốc ở miền Đông).
- Năm 1455: Ashikaga Shigeuji, Kamakura Kubō, chuyển từ Kamakura phủ sang Koga phủ.
- Năm 1457:

- Trận Koshamain.
- Ōta Dōkan xây dựng thành Edo.

- Năm 1458: Tại vùng Đông quốc, hai phủ Koga Kubō và Horikoshi Kubō tồn tại song song.
- Năm 1466: Chính biến Bunshō.

### Thời kỳ Chiến Quốc
- Năm 1467 - 1477: Chiến tranh Ōnin, đánh dấu sự khởi đầu của thời kỳ Sengoku.
- Năm 1485 - 1493: Khởi nghĩa Ichikyo tại Yamashiro.
- Năm 1486: Sesshū Tōyō hoàn thành bức tranh "Sansui Chōkan".
- Năm 1487 - 1505: Biến loạn Chōkyō.
- Năm 1487 - 1491: Biến loạn Chōkyō-Entoku.
- Năm 1488: Khởi nghĩa Ikkō tại Kaga.
- Năm 1489: Ashikaga Yoshimasa hoàn thành Ginkaku.
- Năm 1493:

- Biến cố Meiō, thiết lập chính quyền Hosokawa.
- Hōjō Sōun tiêu diệt Horikoshi Kubō.

- Năm 1498: Động đất Meiō.
- Năm 1507: Biến cố Eishō.
- Năm 1510: Người Nhật tại Triều Tiên gây ra biến loạn Sanpo.
- Năm 1523: Gia tộc Hosokawa và Ōuchi xung đột gây ra biến loạn Ninh Ba tại nhà Minh.
- Năm 1531: Biến loạn Kyōroku.
- Năm 1532 - 1535: Biến loạn Tenmon.
- Năm 1536: Biến loạn Tenmon Hokke.
- Năm 1538: Trận chiến Kōnodai.
- Năm 1543 (một số nguồn nói là năm 1542): Người Bồ Đào Nha trôi dạt đến Tanegashima thuộc tỉnh Ōsumi, mang súng hỏa mai vào Nhật Bản.
- Năm 1546: Trận Kawagoe.
- Năm 1549:

- Trận Eguchi, thiết lập chính quyền Miyoshi.
- Francisco Xavier, nhà truyền giáo dòng Tên, đến Satsuma, Kagoshima, truyền bá Kitô giáo.

- Những năm 1550: Bắt đầu mậu dịch Nanban (với người Bồ Đào Nha).
- Năm 1553 - 1564: Trận Kawanakajima.
- Năm 1555: Trận Itsukushima.
- Năm 1560: Trận Okehazama.
- Năm 1564: Trận Inabayama.
- Năm 1565: Biến cố Eiroku.
- Năm 1568: Oda Nobunaga đưa Ashikaga Yoshiaki vào Kyoto, thiết lập chính quyền Oda.
- Năm 1570:

- Trận Anegawa.
- Trận Nunobeyama.

- Năm 1571: Nobunaga tiến hành đốt phá núi Hiei.
- Năm 1572: Trận Mikatagahara.
- Năm 1573: Trận Makishima. Nobunaga trục xuất Ashikaga Yoshiaki, khiến Mạc phủ Muromachi chính thức sụp đổ.

## Cận đại

### Thời kỳ Azuchi-Momoyama
- Năm 1573: Trận Ichijōdani, trận Odani.
- Năm 1575: Trận Nagashino.
- Năm 1576: Bắt đầu xây dựng thành Azuchi, trận Tennōji.
- Năm 1582:

- Chinh phạt Kōshū.
- Akechi Mitsuhide gây ra sự kiện Honnōji.
- Trận Yamazaki, hội nghị Kiyosu.
- Biến loạn Tenshō Jingo.
- Phái đoàn Tenshō đến châu Âu (kéo dài đến 1590).
- Cuộc điều tra điền địa Taikō.

- Năm 1583:

- Trận Shizugatake.
- Bắt đầu xây dựng thành Osaka.
- Hōjō Ujinao tiêu diệt Koga Kubō.

- Năm 1584: Trận Komaki và Nagakute.
- Năm 1585:

- Toyotomi Hideyoshi được bổ nhiệm làm Kanpaku, thiết lập chính quyền Toyotomi. Năm sau ông trở thành Thái Chính Đại Thần và được nhận họ Toyotomi.

- Năm 1586: Động đất Tenshō (thành Kaeru bị chôn vùi, thành Nagahama sụp đổ).
- Năm 1587: Hideyoshi ban hành lệnh trục xuất người truyền giáo (lệnh cấm Bateren), yêu cầu đuổi các nhà truyền giáo Công giáo.
- Năm 1588:

- Ashikaga Yoshiaki trả lại danh hiệu Shōgun cho triều đình.
- Hideyoshi ban hành lệnh thu gom vũ khí (katana-gari).

- Năm 1590:

- Chiến dịch Odawara, áp đặt quản lý Utsunomiya và quản lý Ōshū (Hideyoshi thống nhất vùng Đông Quốc và toàn Nhật Bản).

- Năm 1591:

- Hideyoshi yêu cầu Sen no Rikyū tự sát.
- Ban hành lệnh quy định phân cấp thân phận, xác định các giai tầng samurai, nông dân, thợ thủ công, và thương nhân.

- Năm 1592: Ban hành lệnh nhân khẩu, tiến hành điều tra hộ khẩu toàn quốc.
- Cuộc xâm lược Triều Tiên:

- Năm 1592 - 1593: Chiến dịch Bunroku.
- Năm 1597 - 1598: Chiến dịch Keichō.

- Năm 1596:

- Sự kiện tàu San Felipe.
- Động đất Keichō tại Fushimi phá hủy thành Fushimi.

- Năm 1598: Hideyoshi qua đời tại thành Fushimi (sau này gọi là Momoyama).
- Năm 1600: Trận Sekigahara, các thương nhân Anh và Hà Lan như William Adams (người Anh) và Jan Joosten (người Hà Lan) đến Nhật Bản.

### Thời kỳ Edo

#### Thời kỳ đầu
- 1601: Bắt đầu đúc đồng tiền Keichō vàng và Keichō bạc.
- 1603: Tokugawa Ieyasu được phong tước Chinh di Đại tướng quân tại lâu đài Fushimi, thành lập Mạc phủ Edo; lâu đài Nijō được xây dựng.
- 1605: Tokugawa Hidetada được phong làm Chinh di Đại tướng quân.
- 1609:

- Cuộc xâm lược vương quốc Ryūkyū; Ryūkyū trở thành chư hầu của phiên Satsuma.
- Ký kết hiệp ước Kỷ Dậu với Triều Tiên.
- Sự kiện Inokuma

- 1611: Động đất Keichō Sanriku.
- 1613: Phiên Sendai cử phái đoàn Keichō đến châu Âu.
- 1614-1615: Trận Osaka; tiêu diệt gia tộc Toyotomi.
- 1615: Ban hành Buke Shohatto và Kinchu narabini kuge shohatto.
- 1616: Hạn chế tàu châu Âu chỉ đến Hirado và Nagasaki.
- 1622: Cuộc đại đàn áp Genna đối với những người theo Thiên Chúa giáo.
- 1623: Tokugawa Iemitsu nhận tước vị Chinh di Đại tướng quân tại lâu đài Fushimi.
- 1624: Cấm người Tây Ban Nha đến Nhật Bản.
- 1628: Bắt đầu chế độ kiểm tra tôn giáo nhằm phát hiện tín đồ Thiên Chúa giáo.
- 1633: Ban hành lệnh Sakoku lần đầu tiên, cấm người Nhật xuất cảnh và hạn chế người Nhật ở nước ngoài trở về.
- 1635: Sự kiện Yanagawa, hệ thống Sankin-kōtai (tham dự thường niên của các lãnh chúa ở Edo) được thành lập.
- 1636: Đúc đồng tiền Khoan Vĩnh Thông bảo ở Asakusa, Shiba, và Sakamoto; thiết lập hệ thống ba loại tiền tệ.
- 1637-1638: Biến loạn Shimabara.
- 1639: Cấm người Bồ Đào Nha đến Nhật Bản, hoàn thành chính sách Sakoku.
- 1641: Chuyển người Hà Lan đến đảo Dejima ở Nagasaki, hoàn tất Sakoku.
- 1642: Đại nạn đói Khoan Vĩnh.
- 1643: Ban hành lệnh cấm mua bán vĩnh viễn ruộng đất.
- 1651: Loạn Yui Shōsetsu (Biến loạn Keian).
- 1657: Đại hỏa hoạn Meireki, Tokugawa Mitsukuni bắt đầu biên soạn Dai Nihonshi (Đại Nhật Bản Sử, hoàn thành vào năm 1906).
- 1663: Cấm tục tuẫn tử.
- 1665: Bãi bỏ hệ thống con tin của các daimyo.
- 1666: Bắt đầu thu thập bản ghi chép phong tục người Hà Lan (tài liệu quốc gia bằng tiếng Nhật lâu đời nhất hiện còn tồn tại).
- 1669: Cuộc chiến Shakushain.
- 1670: Một tàu chở cam của phiên Kishū phát hiện quần đảo Ogasawara.

#### Trung kỳ
- 1682: Ihara Saikaku phát hành Kōshoku Ichidai Otoko.
- 1683: Sự kiện Yaoya Oshichi.
- 1684: Shibukawa Shunkai tạo ra lịch Jōkyō.
- 1687: Ban hành lệnh từ bi chúng sinh (Shōrui Awaremi no Rei).
- 1690: Thành lập Yushima Seidō (Văn Miếu Yushima).
- 1692: Vấn đề tranh chấp lãnh thổ với Triều Tiên về đảo Takeshima (Sự kiện Takeshima).
- 1695: Bắt đầu đúc tiền Genroku vàng và Genroku bạc.
- 1697: Miyazaki Yasusada xuất bản Nōgyō Zensho (Toàn thư về nông nghiệp).
- 1701: Sự kiện Akō (47 lãng nhân Akō trả thù chủ).
- 1703: Sonezaki Shinjū của Chikamatsu Monzaemon được biểu diễn lần đầu tại Bunraku; động đất Genroku.
- 1707: Động đất Hōei và núi Phú Sĩ phun trào (tạo thành Núi Hōei).
- Cải cách Shōtoku

- 1709: Bổ nhiệm Manabe Akifusa và Arai Hakuseki.
- 1712: Tái thiết lập vị trí Kanjō Ginmi-yaku (kiểm soát tài chính).
- 1715: Ban hành quy định thương mại hải ngoại mới (Kaibaku Koshi Shinrei).

- Cải cách Kyōhō

- 1716: Tokugawa Yoshimune trở thành Chinh di Đại tướng quân, khởi xướng cải cách Kyōhō.
- 1717: Bổ nhiệm Ōoka Tadasuke làm Đinh Phụng hành.
- 1721: Lắp đặt hộp ý kiến (meyasubako) để nhận ý kiến người dân.
- 1722: Áp dụng quy định tăng thuế gạo (Jōmai no sei).
- 1723: Áp dụng hệ thống lương cố định (Ashidaka no sei ).
- 1742: Hoàn thiện Bộ luật Kanpō (Kujikata Osadamegaki).

- 1758: Sự kiện Hōreki
- Thời kỳ Tanuma

- 1767: Sự kiện Meiwa. Tanuma Okitsugu lên làm người phụ trách bên cạnh tướng quân (Gawa Yōnin.
- 1771: Động đất và sóng thần Yaeyama.
- 1772: Tanuma Okitsugu trở thành Rōjū
- 1782: Khai hoang hồ Inba (tạm ngừng vào 1786).
- 1783: Núi Asama phun trào, dẫn đến nạn đói Tenmei.
- 1784: Khởi xướng khai thác đất Hokkaidō.
- 1786: Tanuma Okitsugu bị cách chức.

- Cải cách Kansei

- 1787: Matsudaira Sadanobu bắt đầu cải cách Kansei với các chính sách tiết kiệm.
- 1790: Ban lệnh cấm Kansei, hạn chế học thuyết ngoài Chu Tử học.

- 1792: Phái đoàn Nga do Adam Laxman dẫn đầu đến Nemuro, yêu cầu thương mại (bị từ chối).
- 1797: Tàu Anh đến Ezo (nay là Hokkaidō).
- 1798: Motoori Norinaga hoàn thành Kojikiden (Cổ sự ký truyện).

#### Hậu kỳ
- Năm 1802: Tác giả Jippensha Ikku phát hành tác phẩm "Đông Hải Đạo Trúng Tất Lật Mô".
- Năm 1804: Sứ thần Nga Nikolai Rezanov đến Nagasaki yêu cầu thông thương.
- Năm 1805: Thiết lập chức vụ phụ trách kiểm soát vùng Kantō (Kantō Torishimari Shutsuyaku).
- Năm 1807: Bãi bỏ chức Phụng hành Hakodate và thành lập Phụng hành Matsumae.
- Năm 1808:

- Khởi công sửa chữa các pháo đài ven vịnh Edo (Tokyo).
- Nhà thám hiểm Mamiya Rinzō thám hiểm Sakhalin và phát hiện eo biển Mamiya (eo biển Tatar).
- Sự kiện tàu chiến Anh Phaeton vào cảng Nagasaki ép buộc tiếp tế, bắt giữ người Hà Lan làm con tin. Phụng hành Nagasaki Matsudaira Yasuhide phải mổ bụng tự sát (Sự kiện tàu Phaeton).

- Năm 1811: Thuyền trưởng tàu chiến Nga Vasily Golovnin bị bắt tại đảo Kunashir (Sự kiện Golovnin).
- Năm 1814: Takizawa Bakin phát hành tác phẩm "Nam Tổng Lý Kiến Bát Khuyển Truyện".
- Năm 1821: Inō Tadataka hoàn thành "Đại Nhật Bản Duyên Hải Dư Địa Toàn Đồ".
- Năm 1824: Thủy thủ người Anh đổ bộ lên bãi biển Ōtsu thuộc tỉnh Hitachi và bị phiên Mito tra hỏi (Sự kiện Ōtsu).
- Năm 1825: Ban hành lệnh "Đánh đuổi tàu nước ngoài".
- Năm 1828: Bác sĩ người Đức Philipp Franz von Siebold, làm việc tại Thương điếm Hà Lan, bị nghi ngờ hoạt động gián điệp. Các quan chức liên quan như Takahashi Kageyasu bị xử phạt (Sự kiện Siebold).
- Năm 1831: Katsushika Hokusai phát hành bộ tranh "Ba mươi sáu cảnh núi Phú Sĩ".
- Năm 1833: Utagawa Hiroshige phát hành "Năm mươi ba trạm nghỉ của Tōkaidō".
- Năm 1833-1839: Xảy ra nạn đói lớn thời Tenpō.
- Năm 1834: Mizuno Tadakuni nhậm chức Lão Trung.
- Năm 1835: Sự kiện đảo Takeshima.
- Năm 1837:

- Cuộc nổi loạn của Ōshio Heihachirō.
- Cuộc nổi loạn của Ikuta Man.
- Tàu Mỹ Morrison vào cảng Uraga tỉnh Sagami cùng người Nhật trôi dạt nhưng bị đánh đuổi theo lệnh "Đánh đuổi tàu nước ngoài" (Sự kiện Morrison).

- Năm 1839:

- Sự kiện Bansha no Goku (Bắt giữ các trí thức phương Tây).
- Bắt đầu cải cách Tenpō.

- Năm 1842: Ban hành Tenpō Tân Thủy Cấp Dữ Lệnh (cho phép cấp nước và củi cho tàu nước ngoài).
- Năm 1844: Quốc vương Hà Lan Willem II gửi thư đến Shogun Tokugawa Ieyoshi khuyến nghị mở cửa đất nước.
- Năm 1846: Phái đoàn Mỹ do James Biddle dẫn đầu đến cảng Uraga, tỉnh Sagami yêu cầu thông thương.

#### Mạc mạt
- Năm 1853:

- Bốn tàu chiến Hải đội Đông Ấn Mỹ do Matthew Perry chỉ huy đến vịnh Edo mang theo quốc thư của Tổng thống Millard Fillmore (Sự kiện tàu đen).
- Bốn tàu chiến Nga do Yefim Putiatin chỉ huy đến Nagasaki.

- Năm 1854:

- Ký kết Hiệp ước Hữu nghị Mỹ-Nhật (mở cửa Shimoda và Hakodate).
- Ký kết Hiệp ước Hữu nghị Anh-Nhật (mở cửa Nagasaki và Hakodate).
- Xảy ra động đất Tōkai và Nankai thời Ansei.

- Năm 1855:

- Xảy ra động đất lớn Edo thời Ansei (Đại động đất Ansei).
- Ký kết Hiệp ước hữu nghị Nhật-Nga.

- Năm 1856:

- Tổng lãnh sự Mỹ Townsend Harris đến Shimoda.
- Ký kết Hiệp ước hữu nghị Nhật-Hà Lan.

- Năm 1858:

- Nhân vật thuộc phái Nam Kỷ, Ii Naosuke, trở thành Đại lão.
- Ký kết Hiệp ước Thông thương Nhật-Mỹ (mở cửa Kanagawa, Nagasaki, Niigata và Hyōgo).

- 1858-1859:

- Thanh trừng Ansei.

- Năm 1859:

- Xây dựng khu định cư cho người nước ngoài tại Yokohama.

- Năm 1860:

- Sự kiện Sakuradamon (Ám sát Ii Naosuke).
- Mạc phủ cử phái đoàn ngoại giao Nhật Bản đầu tiên sang Mỹ bằng tàu Kanrin Maru, với sự tham gia của Katsu Kaishū.

- Năm 1861 (Vạn Diên 2/Văn Cửu nguyên niên):

- Sự kiện quân Nga chiếm đảo Tsushima.
- Sự kiện Tōzenji.

- Năm 1862:

- Sự kiện Sakashita Mon (Ám sát Andō Nobumasa).
- Sự kiện Teradaya.
- Sự kiện Namamugi.

- Cải cách Bunkyū:

- Tokugawa Yoshinobu (Hitotsubashi Yoshinobu) đảm nhiệm chức vụ Cố vấn Tướng quân.
- Matsudaira Shungaku giữ chức Tổng tài Chính sự.
- Đổi tên cơ quan Phiên thư Điều sở thành Dương thư Điều sở.
- Thành lập quân đội Mạc phủ và áp dụng chiến thuật ba binh chủng.
- Phái tàu Chitose Maru đến nhà Thanh.

- Năm 1863:

- Chiến tranh Satsuma-Anh.
- Chính biến ngày 18 tháng 8.
- Biến loạn Ikuno.
- Biến loạn Tenchūgumi.
- Sự kiện Idogaya.

- Năm 1864:

- Loạn Mito.
- Sự kiện Ikedaya.
- Sự biến Cấm môn.
- Sự kiện bắn phá Shimonoseki của Liên quân Tứ Quốc.
- Sự kiện Kamakura.
- Cuộc chinh phạt Chōshū lần thứ nhất.

- Năm 1866:

- Cuộc chinh phạt Chōshū lần thứ hai.
- Nhờ sự hòa giải của Sakamoto Ryōma, thành lập Liên minh Satsuma-Chōshū.
- Tokugawa Yoshinobu trở thành Chinh di Đại Tướng quân.

- Năm 1867:

- Sự kiện Ōmiya (Ám sát Sakamoto Ryōma).
- Đại Chính Phụng Hoàn và Vương chính Phục cổ, Mạc phủ Edo sụp đổ.

- Năm 1868 (Khánh Ứng 4/Minh Trị nguyên niên):

- Công bố Bản Tuyên thệ Năm Điều.
- Ban hành lệnh phân tách Thần-Phật.
- Thực thi chế độ Phủ, Phiên, huyện, Tam trị.
- Đổi niên hiệu thành Minh Trị.

- 1868-1869: Chiến tranh Boshin.

- Các trận đánh chính:
- Tháng 1/1868: Trận Toba-Fushimi.
- Tháng 3/1868: Trận Kōshū-Katsunuma.
- Tháng 4/1868: Edo thất thủ (Không đổ máu).
- Tháng 5/1868: Trận Aizu, Trận Hokuetsu, Trận Ueno.
- Tháng 7/1868: Trận Akita.
- Tháng 10/1868: Trận Hakodate (Trận Goryōkaku).

## Cận hiện đại

### Minh Trị
- 1869:

- Dời đô về Tokyo (Tokyo trở thành thủ đô).
- Phế phiên hoàn thổ (các lãnh chúa trả lại đất đai và nhân khẩu cho triều đình).
- Đổi tên từ Ezo thành Hokkaidō.
- Chế độ Thái Chính Quan được thành lập (bao gồm hai viện và sáu bộ).

- 1870:

- Công bố Tuyên bố Đại giáo (khuyến khích tinh thần tôn giáo quốc gia).

- 1871:

- Bãi phiên lập huyện (xóa bỏ chế độ phiên, thành lập tỉnh).
- Ký kết Hiệp ước Hữu nghị Nhật-Thanh.
- Phái đoàn Iwakura được cử đi khảo sát phương Tây.
- Triển khai hệ thống bưu chính.

- 1872:

- Bãi bỏ lệnh cấm mua bán đất đai.
- Ban hành học chế, thiết lập hệ thống giáo dục hiện đại.
- Khánh thành tuyến đường sắt đầu tiên (Shimbashi - Yokohama).
- Biến vương quốc Ryukyu thành phiên Ryukyu.

- 1873:

- Áp dụng lịch dương (lịch Gregory).
- Ban hành Lệnh trưng binh.
- Hủy bỏ lệnh cấm đạo Thiên Chúa.
- Cải cách địa tô.
- Chính biến Minh Trị năm thứ 6 (mâu thuẫn nội bộ chính trị).

- 1874:

- Itagaki Taisuke và một số người khác thành lập Công đảng Yêu nước, đề xuất thành lập nghị viện dân chủ.
- Đưa quân sang Đài Loan.
- Khởi nghĩa Saga.
- Áp dụng chế độ Truân điền binh tại Hokkaido.

- 1875:

- Ban hành lệnh bắt buộc người dân mang họ.
- Thành lập Ái Quốc xã.
- Công bố Chiếu chỉ thể chế lập hiến, thành lập Nguyên Lão viện, Đại Thẩm viện và Hội nghị Quan địa phương.
- Ký kết Hiệp ước trao đổi Sakhalin và quần đảo Kuril với Nga.
- Biến cố đảo Ganghwa.

- 1876:

- Ký kết Hiệp ước Hữu nghị Nhật-Triều.
- Bãi bỏ hệ thống lương bổng quý tộc.
- Ban hành lệnh cấm đeo kiếm.
- Các cuộc nổi dậy: Shinpūren, Akizuki, và Hagi.

- 1877:

- Thành lập Đại học Tokyo.
- Xảy ra Chiến tranh Tây Nam (cuộc nổi dậy của Satsuma).

- 1881 (Minh Trị 14):

- Chính biến Minh Trị năm thứ 14.
- Công bố Chiếu chỉ thiết lập Quốc hội.
- Thành lập Đảng Tự do.

- 1885:

- Ký kết Hiệp ước Thiên Tân với Thanh.
- Thành lập chế độ Nội các (thay thế chế độ Thái Chính Quan).
- Tuyến Yamanote chính thức hoạt động.

- 1889:

- Hiến pháp Đế quốc Nhật Bản được công bố.
- Hoàn thành tuyến Tōkaidō.
- Thành lập công ty Nintendo.

- 1890:

- Tổng tuyển cử đầu tiên bầu Hạ viện.
- Khai mạc Kỳ họp Quốc hội Đế quốc đầu tiên.

- 1894-1895:

- Chiến tranh Nhật-Thanh.
- Ký kết Hiệp ước Shimonoseki.
- Thành lập Tổng đốc Đài Loan.

- 1904-1905:

- Chiến tranh Nhật-Nga.
- Ký kết Hiệp ước Portsmouth.

- 1910:

- Ký kết Hiệp ước Nhật-Hàn, biến Triều Tiên thành thuộc địa Nhật Bản.

- 1912:

- Minh Trị Thiên Hoàng băng hà.
- Đổi niên hiệu thành Đại Chính.
- Nhật Bản lần đầu tham gia Thế vận hội Stockholm 1912.

### Đại Chính
- 1912: Vấn đề tăng cường hai sư đoàn (tranh cãi về việc mở rộng quân đội).
- 1913:

- Sự kiện phóng hỏa trụ sở chính quyền tỉnh Okinawa.
- Phong trào bảo hiến lần thứ nhất (dẫn đến Chính biến Đại Chính).

- 1914:

- Bê bối Siemens (bê bối tham nhũng liên quan đến các hợp đồng quốc phòng).
- Thế chiến thứ nhất bùng nổ (1914–1918). →(Tham khảo thêm bài "Nhật Bản trong Thế chiến thứ nhất" để biết chi tiết).

- 1915:

- 21 yêu sách đối với Trung Quốc.
- Giải bóng chày trung học toàn quốc lần đầu tiên được tổ chức.

- 1917: Phim hoạt hình Nhật Bản đầu tiên ra mắt: Imokawa Mukuzo - Người gác cổng.
- 1918:

- Bạo loạn gạo xảy ra trên toàn quốc.
- Thế chiến thứ nhất kết thúc.
- Nhật Bản can thiệp vào Cách mạng Nga, đưa quân sang Siberia.
- Nội các Hara Takashi được thành lập (danh chính nội các đầu tiên do đảng lãnh đạo).
- Dịch cúm Tây Ban Nha bùng phát.

- 1919:

- Nhật Bản tham dự Hội nghị Hòa bình Paris.
- Phong trào 1 tháng 3 (khởi nghĩa độc lập tại Triều Tiên).
- Thành lập Quân Quan Đông tại Mãn Châu.

- 1920:

- Nhật Bản gia nhập Hội Quốc Liên, trở thành thành viên thường trực.
- Ngày Quốc tế Lao động lần đầu tiên được tổ chức tại Nhật Bản.
- Cuộc điều tra dân số toàn quốc lần đầu tiên được tiến hành.

- 1921: Vụ ám sát Hara Takashi (thủ tướng Nhật Bản bị ám sát).
- 1922:

- Nhật Bản rút quân khỏi Siberia sau thất bại trong can thiệp Nga.
- Thành lập Hội Bình đẳng Toàn quốc (phong trào bảo vệ quyền lợi Buraku).

- 1923:

- Đại thảm họa động đất Kanto (hủy hoại nghiêm trọng khu vực Tokyo-Yokohama).
- Sự kiện Kameido, vụ án Amakasu (đàn áp và giết hại các nhà hoạt động cánh tả).
- Vụ ám sát hụt tại Toranomon (nhắm vào Thái tử Hirohito).

- 1924: Phong trào bảo hiến lần thứ hai (hình thành liên minh Tam phái Bảo hiến).
- 1925:

- Ký kết Hiệp ước cơ bản Nhật-Nga.
- Đài phát thanh NHK bắt đầu hoạt động.
- Ban hành Luật Bảo vệ Trị an và Luật Bầu cử phổ thông (mở rộng quyền bầu cử cho nam giới từ 25 tuổi trở lên).
- Sự kiện hỗn loạn Tsurumi và Phong trào 30 tháng 5 (biểu tình tại Trung Quốc với sự tham gia của công nhân Nhật).

- 1926: Hoàng đế Đại Chính băng hà, Nhật Bản đổi niên hiệu thành Chiêu Hòa.

### Chiêu Hòa
- 1927:

- Khủng hoảng tài chính Chiêu Hòa.
- Hội nghị Đông phương và lần thứ nhất đưa quân đến Sơn Đông.
- Tuyến tàu điện ngầm đầu tiên tại Nhật khai trương (tuyến Ueno-Asakusa).

- 1928:

- Sự kiện 15 tháng 3 (trấn áp phe cánh tả).
- Sự kiện Tế Nam và vụ ám sát Trương Tác Lâm.
- Thành lập Cảnh sát Đặc biệt Cao cấp (Tokkō).
- Hiệp ước Paris chống chiến tranh được ký kết.
- Radio Taiso (Thể dục buổi sáng) bắt đầu.

- 1930:

- Khủng hoảng kinh tế Chiêu Hòa do ảnh hưởng từ Khủng hoảng kinh tế toàn cầu 1929.
- Nhật Bản tham gia Hội nghị cắt giảm hải quân London.
- Vụ ám sát Thủ tướng Hamaguchi (liên quan đến vấn đề chỉ huy quân sự).

- 1931:

- Sự kiện Trung úy Nakamura và Sự kiện Liễu Điều Hồ, khởi đầu Sự biến Mãn Châu.
- Sân bay Haneda khai trương.
- Kenji Miyazawa xuất bản tác phẩm Ame ni mo Makezu.

- 1932:

- Sự kiện Sakuradamon và Sự kiện 15 tháng 5 (Thủ tướng Inukai Tsuyoshi bị ám sát).
- Sự kiện ngày 28 tháng 1.
- Sự kiện Liên minh máu.
- Thành lập Mãn Châu quốc, ký kết Hiệp định Nhật-Mãn Châu.

- 1933:

- Nhật Bản rút khỏi Hội Quốc Liên.
- Hiệp định Đường Cô kết thúc sự biến Mãn Châu.
- Sự kiện Takikawa (liên quan đến tự do học thuật).

- 1934:

- Sự cố Teijin.
- Đại hỏa hoạn Hakodate.

- 1935:

- Thuyết cơ quan Thiên Hoàng.
- Sự cố Aizawa.

- 1936:

- Sự kiện 26 tháng 2 (binh biến quân sự).
- Sự kiện Abe Sada.

- 1937:

- Sự kiện Lư Câu Kiều và Cuộc chiến Thượng Hải lần hai, khởi đầu Chiến tranh Nhật-Trung.
- Sự kiện Nam Kinh.

- 1938:

- Sự kiện Trương Cổ Phong.
- Tuyên bố Konoe.
- Luật Tổng động viên quốc gia được ban hành.
- Thảm sát Tsuyama

- 1939:

- Chiến tranh thế giới thứ hai bùng nổ.
- Sự kiện Nomonhan giữa Nhật và Liên Xô.

- 1940:

- Quân Nhật tiến vào phía Bắc Đông Dương.
- Ký kết Hiệp ước ba bên (Nhật-Đức-Ý).
- Thành lập Đại Chính Dực Tán Hội.

- 1941:

- Ký kết Hiệp ước trung lập Nhật-Liên Xô.
- Quân Nhật tiến vào Đông Dương phía Nam.
- Trận Nam Sơn Tây.
- Sự cố Sorge.
- Tấn công Trân Châu Cảng, bắt đầu Chiến tranh Thái Bình Dương.

- 1942–1944:

- Nhiều trận chiến lớn như Midway, Guadalcanal, Saipan, và Guam.
- Nhật Bản gặp thất bại lớn trong Chiến dịch Imphal.
- Hội nghị Đại Đông Á
- Chiến dịch Ichi-Go

1945:
- Trận Iwo Jima và Trận Okinawa.
- Hiroshima và Nagasaki bị ném bom nguyên tử.
- Liên Xô tuyên chiến với Nhật Bản và chiếm quần đảo phía Bắc.
- Nhật Bản chấp nhận Tuyên bố Potsdam.
- Ngày 15/8, Thiên hoàng Hirohito phát thanh tuyên bố đầu hàng.
- Ngày 2/9, Nhật ký văn bản đầu hàng, kết thúc chiến tranh.
- Giải thể các tập đoàn tài phiệt.
- Ban hành quyền bầu cử cho phụ nữ.
- Hợp pháp hóa Đảng Cộng sản Nhật Bản.

## Hiện đại

### Chiêu Hòa sau chiến tranh
- 1946:

- Tuyên bố "Nhân gian Thiên hoàng" của Thiên hoàng Chiêu Hòa.
- Cải cách ruộng đất và tước chức vụ công chức (đến năm 1948).
- Quần đảo Izu chuyển giao về Nhật Bản.
- Tòa án Quân sự Quốc tế vùng Viễn Đông xét xử tội phạm chiến tranh.
- Hiến pháp Nhật Bản được công bố (có hiệu lực vào 1947).

- 1947: Ban hành Luật Giáo dục Phổ thông và Luật Chính quyền Địa phương.
- 1948: Sự kiến Showa Denko
- 1949:

- Luật Tổ chức Lao động đựoc ban hành.
- Ba sự cố bí ẩn lớn Đường sắt Quốc gia.
- Yukawa Hideki người Nhật Bản đầu tiên đạt giải Nobel.

- 1951: Ký kết Hiệp ước Hòa bình San Francisco và Hiệp ước An ninh Nhật-Mỹ.
- 1952:

- Nhật Bản khôi phục chủ quyền.
- Sự kiện "Ngày Quốc tế Lao động Đẫm máu" (dẫn đến việc ban hành Luật Phòng chống Hành động Phá hoại).
- Quần đảo Tokara được trao trả lại.
- Lực lượng cảnh sát dự bị được tổ chức lại thành Lực lượng Bảo an.

- 1953:

- Nhật Bản bắt đầu phát sóng truyền hình.
- Quần đảo Amami được trao trả.

- 1954:

- Thành lập Lực lượng Phòng vệ Nhật Bản.
- Sự kiện Thuyền Rồng Thứ Năm (liên quan đến vụ thử bom hạt nhân của Mỹ).

- 1955:

- Thành lập Đảng Dân chủ Tự do Nhật Bản (bắt đầu "Chế độ 1955").
- Phát hiện bệnh Itai-itai (liên quan đến ô nhiễm môi trường).

- 1956:

- Tuyên bố chung Liên Xô-Nhật Bản năm 1956.
- Nhật Bản gia nhập Liên Hợp Quốc.

- 1958: Tháp Tokyo hoàn thành.
- 1960:

- Ký kết Hiệp ước hợp tác và an ninh chung giữa Hoa Kỳ và Nhật Bản.
- Biểu tình Anpo.
- Bắt đầu phát sóng truyền hình màu.

- 1961: Thực hiện bảo hiểm y tế toàn dân
- 1962: Xây dựng Kế hoạch phát triển tổng thể quốc gia
- 1964:

- Khai trương Tōkaidō Shinkansen (tàu cao tốc đầu tiên).
- Thế vận hội Tokyo được tổ chức, đánh dấu sự hồi phục kinh tế của Nhật.
- Thành viên của OECD.

- 1965: Ký kết Hiệp ước Cơ bản Nhật-Hàn, bình thường hóa quan hệ ngoại giao.
- 1968:

- Trao trả lại Quần đảo Ogasawara.
- Vụ cướp 300 triệu Yên (vụ án chưa được giải quyết lớn nhất).

- 1969:

- Sự kiện chiếm Giảng đường Yasuda Đại học Tokyo (phong trào sinh viên Nhật Bản, Zenkyōtō)
- Bộ phim hoạt hình Sazae-san bắt đầu phát sóng

- 1970: Tổ chức Triển lãm Thế giới Osaka.
- 1972:

- Thế vận hội Sapporo.
- Sự kiện Asama-Sansō
- Trao trả lại Okinawa từ Mỹ.
- Ký kết Tuyên bố chung Nhật-Trung, bình thường hóa quan hệ ngoại giao với Trung Quốc.

- 1973: Khủng hoảng dầu mỏ đầu tiên, ảnh hưởng mạnh đến nền kinh tế Nhật Bản. Áp dụng Tỷ giá hối đoái thả nổi.
- 1974: Satō Eisaku đoạt giải Nobel.
- 1976: Vụ bê bối hối lộ của Lockheed.
- 1978:

- Ký kết Hiệp ước Hòa bình và Hữu nghị Nhật-Trung.
- Mở cửa Sân bay Narita.

- 1979: Bắt đầu cung cấp ODA cho Trung Quốc (~2008)
- 1983: Ra mắt máy chơi game Nintendo Family Computer (Famicom), mở ra thời kỳ phổ biến trò chơi điện tử.
- 1985: Sự cố chuyến bay 123 của Japan Airlines, tai nạn hàng không thảm khốc nhất lịch sử Nhật.
- 1986: Ban hành Luật Cơ hội Việc làm Bình đẳng cho Nam và Nữ.
- 1987: Tư nhân hóa Đường sắt Quốc gia Nhật Bản.
- 1988: Mở cửa Hầm Seikan và Cầu Seto Ohashi, kết nối các đảo lớn của Nhật Bản.
- 1989:

- Thiên hoàng Chiêu Hòa băng hà, kết thúc thời kỳ Chiêu Hòa.
- Đổi niên hiệu thành Heisei (Bình Thành).

### Bình Thành
- 1989: Thi hành thuế tiêu dùng (mức ban đầu 3%).
- 1991: Bong bóng kinh tế Nhật Bản sụp đổ, dẫn đến "Thập kỷ mất mát".
- 1992: Ban hành Luật Hợp tác PKO (cho phép Lực lượng Phòng vệ Nhật Bản tham gia gìn giữ hòa bình quốc tế).
- 1993:

- Liên minh phi tự do cầm quyền (kết thúc Chế độ 55 năm của Đảng LDP).
- J.League khai mạc, đánh dấu sự chuyên nghiệp hóa bóng đá Nhật Bản.

- 1995:

- Động đất Hanshin-Awaji (khu vực Kobe).
- Sự kiện tấn công khí Sarin tại tàu điện ngầm Tokyo (Aum Shinrikyo).
- Tuyên bố Murayama nhân kỷ niệm 50 năm kết thúc Chiến tranh thế giới thứ hai.
- Phát hành Windows 95, khởi đầu phổ biến internet trong hộ gia đình.

1998:
- Thế vận hội mùa đông Nagano.
- Thành lập Đảng Dân chủ Nhật Bản (DPJ).

- 1999:

- Ban hành Luật Quốc kỳ và Quốc ca.
- Sự cố JCO Tokaimura (tai nạn hạt nhân lớn).
- Khởi động diễn đàn Internet 2chan (2ch).
- Thập niên 2000: Công nghệ phát triển và thảm họa tự nhiên

- 2001:

- Tái cơ cấu các bộ ngành trung ương.
- Bắt đầu phát sóng truyền hình kỹ thuật số BS.

- 2002:

- Đồng tổ chức FIFA World Cup với Hàn Quốc.
- Cuộc họp thượng đỉnh đầu tiên Nhật-Triều Tiên.

- 2003:

- Phát sóng truyền hình kỹ thuật số mặt đất tại Tokyo, Osaka, Nagoya.
- Thành lập Cơ quan Nghiên cứu Hàng không và Vũ trụ Nhật Bản (JAXA).

- 2005:

- Hiệu lực của Nghị định thư Kyoto (cam kết quốc tế về biến đổi khí hậu).
- Tai nạn tàu hỏa Fukuchiyama.

- 2008:

- Khủng hoảng tài chính toàn cầu (Lehman Shock).
- Phát hành iPhone tại Nhật Bản, mở ra kỷ nguyên smartphone.

- 2009:

- Chuyển giao quyền lực sang liên minh Dân chủ-Xã hội-Cộng sản, kết thúc sự thống trị của LDP.
- Bắt đầu hệ thống Tham gia Xét xử của Công dân (裁判員制度).

- 2011:

- Động đất Đông Nhật Bản (Tohoku) và sự cố nhà máy hạt nhân Fukushima Daiichi.
- Dịch vụ nhắn tin LINE ra mắt.
- Kết thúc phát sóng truyền hình analog, chuyển sang kỹ thuật số (riêng Iwate, Miyagi, Fukushima đến 2012).

- 2016:

- Triển khai hệ thống My Number (số nhận dạng cá nhân).
- Động đất Kumamoto.
- Tổng thống Mỹ Barack Obama thăm Hiroshima, sự kiện lịch sử.
- Quyền bầu cử ở tuổi 18 được thực thi.

- 2017:

- Đảng Dân chủ (hậu thân DPJ) tan rã.

### Lệnh Hòa
- 2020: COVID-19
- 2021: Thế vận hội Olympic Tokyo 2020 và Paralympic Tokyo
- 2022: Vụ ám sát Abe Shinzō